# Consign to Oblivion
Consign to Oblivion — другий студійний альбом нідерландського симфо-метал гурту Epica, випущений у 2005 році.

## Про альбом
На лірику альбому сильно вплинула цивілізація Майя. Стилістично, альбом має більше оркестрових елементів, ніж попередні релізи гурту, також характерним є інтенсивне використання хору. Крім того, гроулінг Марка Янсена з'являється рідше, лише на трьох піснях альбому, «Force of the Shore», «Mother of Light» та «Consign to Oblivion». Бонус-треком альбому є кавер на пісню «Crystal Mountain» гурту Death.

## Список композицій
| Consign to Oblivion | Consign to Oblivion                                | Consign to Oblivion |
| #                   | Назва                                              | Тривалість          |
| ------------------- | -------------------------------------------------- | ------------------- |
| 1.                  | «Hunab K'u (A New Age Dawns, Prologue)» (intro)    | 1:43                |
| 2.                  | «Dance Of Fate»                                    | 5:13                |
| 3.                  | «The Last Crusade (A New Age Dawns - Part I)»      | 4:22                |
| 4.                  | «Solitary Ground»                                  | 4:24                |
| 5.                  | «Blank Infinity»                                   | 4:01                |
| 6.                  | «Force of the Shore»                               | 4:02                |
| 7.                  | «Quietus»                                          | 3:47                |
| 8.                  | «Mother of Light (A New Age Dawns - Part II)»      | 5:56                |
| 9.                  | «Trois Vierges»                                    | 4:42                |
| 10.                 | «Another Me In Lack'ech»                           | 4:40                |
| 11.                 | «Consign to Oblivion (A New Age Dawns - Part III)» | 9:45                |

| Бонус-Треки | Бонус-Треки                         | Бонус-Треки |
| #           | Назва                               | Тривалість  |
| ----------- | ----------------------------------- | ----------- |
| 1.          | «Linger»                            | 4:17        |
| 2.          | «Palladium»                         | 2:54        |
| 3.          | «Crystal Mountain (кавер на Death)» | 5:03        |

## Учасники запису

### Музиканти гурту
- Сімоне Сімонс — мецо-сопрано
- Марк Янсен — гітари, гроулінг, скримінг, оркестрові аранжування
- Ад Слюйтер — гітари
- Коен Янссен — синтезатор, оркестрові і хорові аранжування
- Ів Хутс — бас-гітара, оркестрові аранжування
- Йерун Сімонсs — ударні

### Запрошені музиканти
- Рой Хан — вокал на «Trois Vierges»
- Аманда Сомервілль — бек-вокал

### Виробництво
- Саша Пет — продюсер, інженер, міксування, акустичні гітари на «Dance Of Fate»
- Олаф Райтмаєр — продюсер, інженер
- Міхаель Роденберг (Miro) — оркестрові аранжування
- Філіп Колодеті — міксування
- Hans van Vuuren — виконавчий продюсер, координація та дослідження
- Пітер ван 'т Ріт — мастерінг